# Dixon Entrance

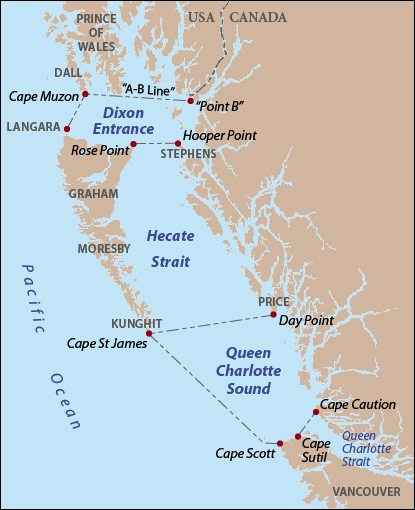
De Dixon Entrance bovenaan op de kaart

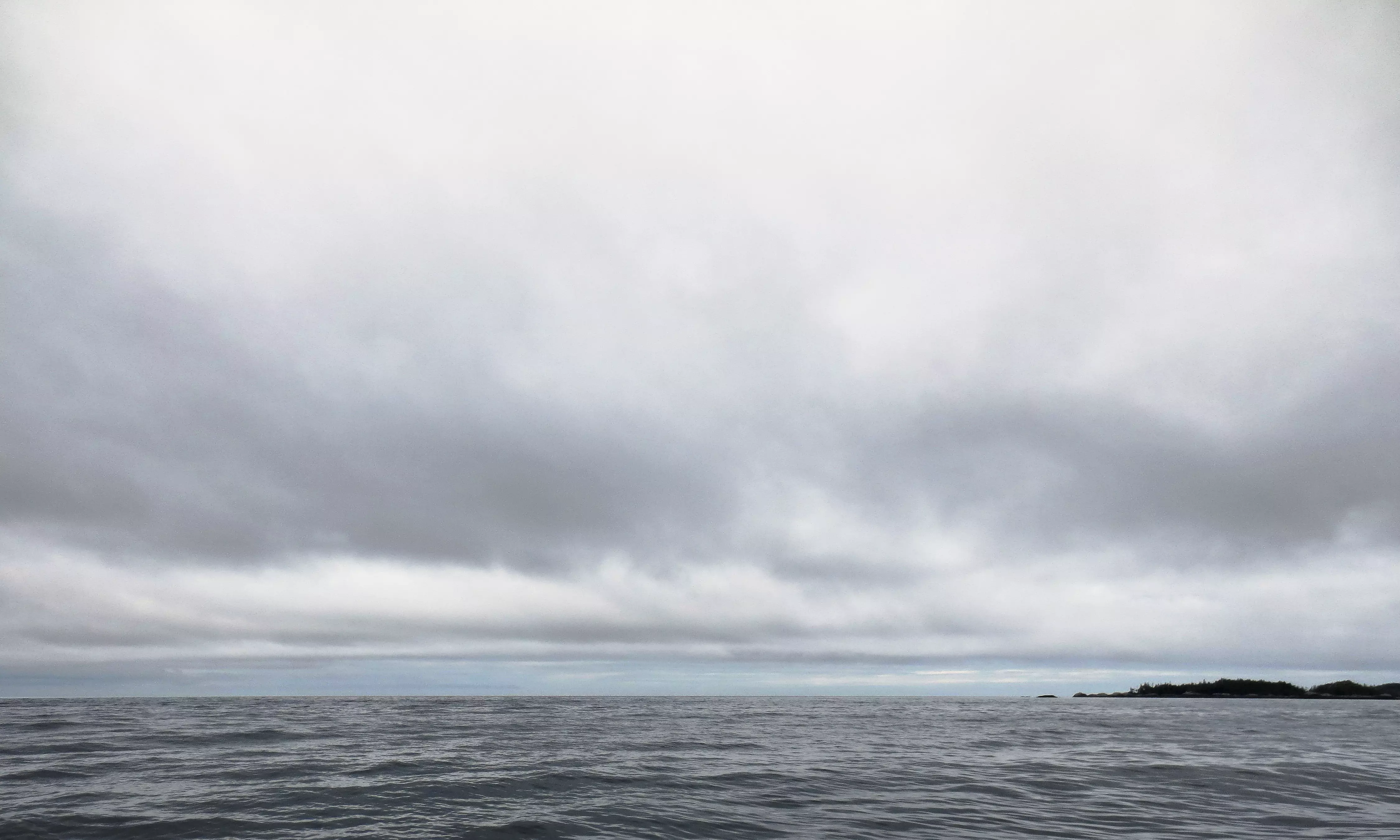
Uitzicht naar het noordwesten over Dixon Entrance vanaf Baron Island

De Dixon Entrance is een zeestraat van de Grote Oceaan in het uiterste zuiden van de Alaska Panhandle in het zuidoosten van Alaska in de Verenigde Staten en het westen van de provincie Brits-Columbia in Canada. De zeestraat vormt de maritieme grens tussen de beide landen en is onderdeel van de Inside Passage.

## Geografie
De zeestraat heeft een lengte en breedte van ongeveer 80 kilometer. Ten noorden van de zeestraat ligt de Alexanderarchipel met Dall Island, Prins van Waleseiland en Duke Island van de Gravina Islands, in het noordoosten het vasteland van Alaska met de Peninsula Ridge, in het oosten de Dundas Islands met Dundas Island, Baron Island, Dunira Island en Melville Island, in het zuidoosten Stephens Island, in het zuiden Grahameiland van de eilandengroep Haida Gwaii en in het uiterste zuidwesten Langara Island. Vanuit het noorden monden de Kaigani Strait, Cordova Bay, Clarence Strait en de Revillagigedo Channel op de zeestraat uit, vanuit het noordoosten Nakat Bay en de Dundas Passage, vanuit het oosten de Hudson Bay Passage en enkele kleinere zeestraten, vanuit het zuidoosten de Brown Passage en de Hecate Strait, vanuit het zuiden de Masset Sound (Masset Inlet) en vanuit het zuidwesten de Parry Passage. In het westen ligt de Grote Oceaan met het zuidoostelijke uiteinde van de Golf van Alaska.
In het noordwesten ligt Cape Muzon die het noordwestelijke uiteinde van de zeestraat vormt.
Het waterlichaam ligt in de mariene ecoregio Noord-Amerikaans Pacifisch Fjordland.

## Geschiedenis
De zeestraat werd door Joseph Banks vernoemd naar kapitein George Dixon, een officier van de Royal Navy, maritiem pelsjager en ontdekkingsreiziger, die het gebied in 1787 in kaart bracht.